# 波绒乡
波绒乡（藏語：སྤོ་རོང་），是中华人民共和国西藏自治区日喀则市聂拉木县下辖的一个乡镇级行政单位。

## 行政区划
波绒乡下辖以下地区：
夏嘎村、排孜村、寺隆村、白玛曲林村、波木村、云多村、罗布村和扎青村。